# Tatsuo Ozawa
Tatsuo Ozawa (小沢 辰男 Ozawa Tatsuo?, 7 de diciembre de 1916 – 13 de octubre de 2013) fue un político japonés quien se desempeñó como ministro de salud y bienestar, ministro de construcción, jefe de la Agencia de Medio Ambiente y jefe de la Partido del Renacimiento de Japón.
Nacido en la ciudad de Niigata como el hijo de miembro de la Cámara de Representantes Kuniji Ozawa, y un graduado de la Facultad de Derecho (Facultad de Ciencias Políticas) de la Universidad Imperial de Tokio, Ozawa se unió a la Ministerio del Interior después de la graduación. Cuando ese ministerio fue abolida en 1947, fue transferido al Ministerio de Bienestar Social.
La primera vez que ganó un escaño en la Cámara de Representantes en 1960 (por el Partido Liberal Democrático) y ocupó el cargo a lo largo de 13 legislaturas consecutivas.
En 1994, fundó la Universidad de Niigata de Estudios Internacionales y de la Información, de la cual fue el rector hasta su muerte.
Entre 1998 y 2000 dirigió el partido político Kaikaku Club.

## Premios
- Gran Cordón del Sol Naciente, First Class (2000)